# AmRest
AmRest — один из крупнейших европейских операторов кофеен и ресторанов быстрого питания. Штаб-квартира находится в Мадриде, Испания. Компания управляет сетью из более чем 2200 ресторанов, включая франшизы KFC, Pizza Hut, Burger King и Starbucks, а также собственными брендами. AmRest ведет свою деятельность в Испании, Польше, Франции, Германии, России, Чехии, Венгрии, Румынии, Болгарии, Словакии, Словении, Хорватии, Сербии, Китае и других странах.
AmRest котируется на Варшавской фондовой бирже с 2005 года. С 2016 года мажоритарным акционером является мексиканский инвестор Карлос Фернандес Гонсалес.

## История

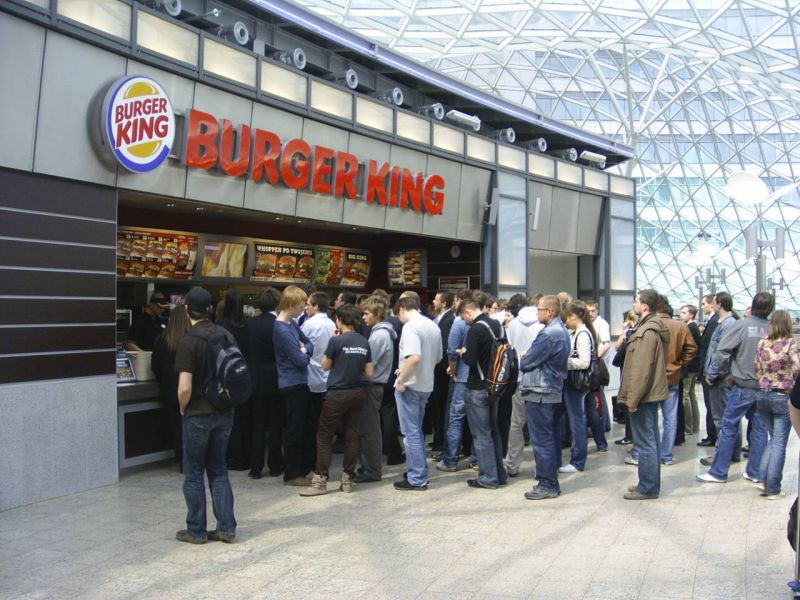
Burger King в Złote Tarasy, Варшава

В 1993 году Henry J. McGovern, Donald M. Kendall, Sr., Donald M. Kendall, Jr. и Christian R. Eisenbeiss основали American Restaurants Services. Первоначально компания имело право управлять франшизами Pizza Hut и KFC в восточной Польше. В 1998 году она расширила свою деятельность за пределами Польши, приняв на себя руководство ресторанами KFC и Pizza Hut в Чехии, которыми до этого управляла корпорация Yum! Brands.
В 2000 году AmRest Holdings была создана как совместное предприятие American Restaurants и Yum! Brands, а в 2001 году новая компания приобрела International Fast Food Polska, оператора ресторанов Burger King в Польше. Компания закрыла 6 из 23 ресторанов Burger King, а оставшиеся 17 переименовала в KFC. В 2005 году компания приобрела оставшиеся франшизы Yum! Brands в Чехии и Польше, став мастером-франчайзи KFC и Pizza Hut в этих странах. В 2006 году AmRest купила права на управление 17 ресторанами KFC и Pizza Hut в Венгрии и запустила новые бренды Freshpoint и Rodeo Drive.
В апреле 2005 года AmRest дебютировала на фондовом рынке, и Yum! Brands перестала быть её акционером. В мае 2005 года AmRest купила 8 ресторанов Big Food в Чехии и переименовала их в KFC.
В 2007 году AmRest открыла первый новый ресторан Burger King в Польше, первые рестораны KFC в Сербии и Болгарии и подписала договор о совместной деятельности с компанией Starbucks, чтобы открыть сеть кофеен в Польше, Чехии и Венгрии. В 2008 году компания подписала договоры об открытии Burger King в Болгарии и приобрела несколько ресторанов в России. В январе 2008 года AmRest открыла первую кофейню Starbucks в Праге. Также в 2008 году компания открыла первую точку Starbucks в Польше.
В мае 2008 года AmRest приобрела 80 % акций Apple Grove Holding, второго по величине франчайзи Applebee’s в США.
В апреле 2010 года ведущая частная инвестиционная компания Warburg Pincus предложила инвестировать более 300 миллионов польских злотых в обмен на 24,99 % акций AmRest. Также в 2010 году AmRest открыла первую кофейню Starbucks в Венгрии.
В апреле 2011 года AmRest объявила о поглощении испанской компании Restauravia, управлявшей 30 ресторанами KFC и более чем 120 итальянскими ресторанами La Tagliatella. Бренд La Tagliatella должен был стать основной движущей силой глобальной экспансии AmRest. Но в результате попытки по развитию сети ресторанов La Tagliatella за пределами Испании, которые AmRest предпринимала с 2012 года, не увенчались успехом. Точки были открыты в Китае, Индии и США, но долго не проработали. В 2017 году дочерняя компания во Франции, управлявшая пятью ресторанами бренда, понесла убытки в размере 2,9 миллионов евро. В общей сложности с 2012 года размер убытков составил 11,7 миллионов евро.
7 июня 2012 года AmRest, под управлением которой находилось 102 ресторана Applebee’s в США, продала права на бренд American Apple Group, крупнейшему франчайзи Applebee’s.
14 декабря 2012 года AmRest приобрела китайские ресторанные бренды Blue Frog и Kabba.
В марте 2015 года AmRest приобрела кофейни Starbucks, находившиеся под управлением Greek Marinopoulos Coffee, в Румынии и Болгарии. В апреле 2016 года AmRest купила 144 кофейни Starbucks в Германии за 41 миллион евро.
В 2017 году компания перенесла свою штаб-квартиру из Польши в Мадрид, Испания.
AmRest приобрела сеть ресторанов Sushi Shop во Франции в июле 2018 года. В ноябре 2018 года AmRest открыла ресторан Burger King в Словакии.
В апреле 2019 года AmRest открыла первую кофейню Starbucks в Сербии. Компания также вернула бренд Burger King в Румынию, открыв ресторан в Бухаресте. До этого в течение 7 лет там работала лишь одна точка в аэропорту.

## Защита прав животных

### Яйца бесклеточного содержания
В последнем консолидированном отчете AmRest за 2020 год говорится, что компания учредила Проектную группу по обеспечению безопасности общественного питания — орган, ответственный за безопасность цепи поставок продуктов питания. В своем отчете AmRest утверждает, что они «работают над планом по переводу ресторанов и кофеен на использование яиц и яичных продуктов бесклеточного содержания» и планируют достичь цели к 2025 году. Однако это не относится к ресторанам Burger King и другим брендам AmRest в России и Китае.
Многие некоммерческие благотворительные организации публично критикуют AmRest за отказ полностью перейти на яйца бесклеточного содержания во всем мире. Свою кампанию по защите прав животных и интересов потребителей запустила организация Equitas, которая стремится информировать клиентов AmRest о том, что компания использует яйца клеточного содержания, через этот вебсайт и социальные сети.

## Российское подразделение
Еще до начала военных действий России на Украине в феврале 2022 года AmRest договаривалась о продаже своего российского подразделения инвестфонду «ВТБ Капитал». Однако сделка не состоялась из-за наложения западных санкций на инвестфонд.
В марте 2022 года AmRest приостановил свою деятельность в России в связи с вторжением России в Украину в 2022 году; в 2023 году компания продала свой российский бизнес KFC российскому держателю франшизы "Смарт-Сервис" не менее чем за 100 млн. евро.